# Michael Altmann
Michael Altmann (* 14. September 1943 in Breslau; † 25. September 2016 in Forst (Hunsrück)) war ein deutscher Schauspieler.

## Leben und Karriere
Sein erstes Engagement hatte er in Verden an der Aller, worauf weitere an deutschen Theatern, wie am Staatstheater Stuttgart, dem Schillertheater (Berlin) oder dem Deutschen Schauspielhaus in Hamburg folgten.
Vom Ende der 1990er Jahre an war er festes Ensemblemitglied des Thalia Theaters, wo er unter anderem als Schreiber Licht in Der zerbrochne Krug, als Polonius in Hamlet und Geppetto in Pinocchios Abenteuer mitwirkte.
Ab 1982 war er zudem in zahlreichen Film- und Fernsehproduktionen präsent, vor allem neben Nadine Wrietz, Karsten Kramer und Peter Groeger in der erfolgreichen ZDF-Fernsehserie Anja & Anton sowie in dem nach Georg Lentz’ Roman verfilmten Mehrteiler Molle mit Korn, in dem er als Schnüffelpaule zu sehen war. Altmann war außerdem in Martin Theo Kriegers erstem Spielfilm Zischke zu sehen und daraufhin in ähnlichen Produktionen, wie Kiebich und Dutz, Nie wieder schlafen, Gratwanderung oder Sie ist meine Mutter.
Michael Altmann starb Ende September 2016 im Alter von 73 Jahren. Noch rund zwei Monate vor seinem Tod war er bei den Luisenburg-Festspielen in Wunsiedel als Großvater in Anton Hamiks Der verkaufte Großvater zu sehen.

## Filmografie
- 1974: Unter Ausschluß der Öffentlichkeit (Regie: Walter Kausch, Robert A. Stemmle)
- 1977: Schule mit Clowns (Regie: Hermann Treusch) (Theateraufzeichnung)
- 1982: Es muss nicht immer Mord sein (Fernsehserie, Regie: Kai Borsche, Peter Weissflog u. a.)
- 1984: Der Botschafter (Riegie: Tom Toelle) (Theateraufzeichnung)
- 1984: Gratwanderung (Regie: Barbara Kappen)
- 1986: Zischke (Regie: Martin Theo Krieger)
- 1986: John (Regie: Rainer Kaufmann) (Kurzfilm)
- 1987: Triumph der Gerechten (Regie: Josef Bierbichler)
- 1987: Erstens, Zweitens... (Regie: Michaela Heigl) (Kurzfilm)
- 1987: Kiebich und Dutz (Regie: F. K. Waechter)
- 1989: Molle mit Korn (Fernsehserie, Regie: Uwe Frießner)
- 1992: Das Ende vom Anfang (Theateraufzeichnung)
- 1992: Nie wieder schlafen (Regie: Pia Frankenberg)
- 1994: Mautplatz (Regie: Christian Berger)
- 1994: Mein lieber Mann (Regie: Eva Maria Bahlrühs)
- 1996: Die Mutter des Killers (Regie: Volker Einrauch)
- 1998: Wolffs Revier (Fernsehserie, Regie: Manfred Stelzer)
- 1998: Ufos über Waterlow (Regie: Zoltan Spirandelli)
- 1998–2008: Anja & Anton (Fernsehserie, Regie: Karl-Heinz Käfer)
- 2006: Sie ist meine Mutter (Regie: Dagmar Hirtz)
- 2009: Schläft ein Lied in allen Dingen (Regie: Andreas Struck)
- 2009: Ich sehe was, was Du nicht siehst (Regie: Kim Münster) (Kurzfilm)
- 2010: Der verlorene Vater (Regie: Hermine Huntgeburth)
- 2010: Beelzebub (Regie: Barbara Ott) (Kurzfilm)
- 2011: Der treibende Fischer (Regie: Ianic Mathieu) (Kurzfilm)
- 2015: Nächstenliebe (Regie: Simon Pilarski) (Kurzfilm)
- 2015: Faust Sonnengesang II (Regie: Werner Fritsch) (Sprecher)
- 2015–2016: Faust Sonnengesang III (Regie: Werner Fritsch)
- 2015–2016: Faust Sonnengesang IV (Regie: Werner Fritsch)

## Theater
- Enigma (Schauspiel)
- Die Stühle (Schauspiel)
- Das Ende vom Anfang (nach Seán O’Casey)
- Hartmann und Braun, mit Heinz Werner Kraehkamp (Kabarett)

## Hörspiele
- 1997: Irmgard Keun: Gilgi, eine von uns (Herr Reuter) – Regie: Barbara Plensat (Hörspiel – NDR)